# Grentheville
Grentheville är en kommun i departementet Calvados i regionen Normandie i norra Frankrike. Kommunen ligger i kantonen Bourguébus som ligger i arrondissementet Caen. År 2022 hade Grentheville 1 005 invånare.

## Befolkningsutveckling
Antalet invånare i kommunen Grentheville
Referens: INSEE